# 库尔莱翁
库尔莱翁（法語：Courléon，法語發音：[kuʁleɔ̃] ⓘ）是法国曼恩-卢瓦尔省的一个市镇，位于该省东部，和安德尔-卢瓦尔省接壤，属于索米尔区。

## 地理
库尔莱翁（47°23'26"N, 0°8'36"E）面积13.77 平方千米，位于法国卢瓦尔河地区大区曼恩-卢瓦尔省，该省份为法国西部内陆省份，大致对应安茹地区，北起顺时针与马耶讷省、萨尔特省、安德尔-卢瓦尔省、维埃纳省、德塞夫勒省、旺代省、大西洋卢瓦尔省和伊勒-维莱讷省接壤。
与库尔莱翁接壤的市镇（或旧市镇、城区）包括：布尔格伊、日泽、拉布雷耶莱潘、韦尔努瓦勒富里耶、努瓦扬维拉日。

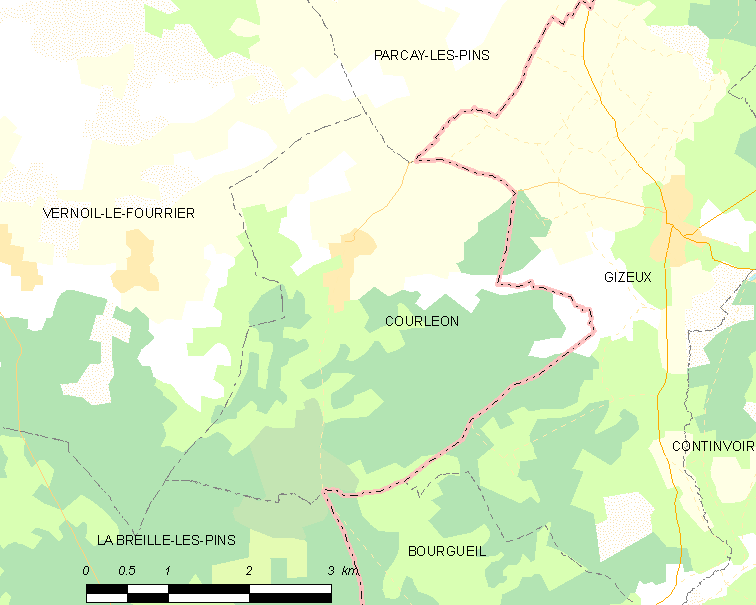
库尔莱翁的OSM定位图

库尔莱翁的时区为UTC+01:00、UTC+02:00（夏令时）。

## 行政
库尔莱翁的邮政编码为49390，INSEE市镇编码为49114。

## 政治
库尔莱翁所属的省级选区为隆盖-瑞梅勒县。

## 人口

1962-2008年间库尔莱翁人口变化图示

库尔莱翁于2022年1月1日时的人口数量为140人。